# Franciszek Bay
Franciszek Bay (ur. 22 listopada 1898 w Starym Siole, zm. 18 kwietnia 1942) – sierżant Polskich Sił Powietrznych na Zachodzie, kawaler orderu Virtuti Militari (pośmiertnie), trzykrotnie odznaczony Krzyżem Walecznych.

## Życiorys
Urodził się 22 listopada 1898 w Starym Siole niedaleko Lwowa, w rodzinie Wojciecha i Klary. Przed wojną był mierniczym przysięgłym.
W czasie II wojny światowej Franciszek Bay służył jako strzelec pokładowy w 300 dywizjonie bombowym Ziemi Mazowieckiej w stopniu sierżanta z równoległym stopniem sergeant w Royal Air Force, dokąd trafił bezpośrednio po przeszkoleniu lotniczym. Był członkiem załogi samolotu Vickers Wellington o numerze bocznym BH-P/Z1267 w składzie por. Jan Orsza-Matysek, por. pil. Józef Kuśmierz, por. pil. Jan Urbaniak, kpr. rtg. Jan Orlewski oraz plut. strz. Aleksander Hupało i sierż. strz. Franciszek Bay.
W nocy z 17 na 18 kwietnia 1942 załoga wystartowała z lotniska RAF Hemswell z zadaniem bombardowania Hamburga. Podczas dolotu nad cel samolot został zestrzelony w okolicach Hamburga i spadł do morza. Zestrzelenia dokonał przypuszczalnie nocny myśliwiec, być może pilotowany przez oblt. Helmuta Lenta z jednostki Stab II./NJG 2. Cała załoga zginęła.
Franciszek Bay pośmiertnie został odznaczony Orderem Virtuti Militari. Wcześniej był trzykrotnie odznaczony Krzyżem Walecznych oraz Medalem Lotniczym.